# NEWOLD
NEWOLD （ニューオールド）は、日本のロックバンド、DOESのアルバム。2006年11月8日、キューンレコードより発売。

## 解説
- メジャー初のアルバム。
- CDとLPアナログ盤の2形態で発売。

## 批評
CDジャーナルは「竹を割ったような豪快なロックだが、隠し味的に忍び込まれたキーボードが案外ポイントだったりするのが面白い」と評した。

## 収録曲
1. ウォークマン (3:31)
2. 明日は来るのか (3:10)
3. 田舎のライダー (3:53)
4. 愛がみえた (2:50)
5. 赤いサンデー (ALBUM MIX) (4:16)
6. ダンス・イン・ザ・ムーンライト (5:39)
7. ロストワールド (2:28)
8. 地下鉄曲 (4:38)
9. 君は僕の好み (3:37)
10. 都会のスキル (4:41)
11. 雨の日曜日 (3:19)

全作詞・作曲：氏原ワタル　編曲：DOES